# Лозовицкий сельсовет (Климовичский район)
Лозовицкий сельсовет (белор. Лазовіцкі сельсавет) — упразднённая административная единица на территории Климовичского района Могилёвской области Белоруссии.  Административным центром сельсовета являлась деревня Лозовица.

## История
Образован 20 августа 1924 года.
Упразднён решением Могилёвского областного Совета депутатов от 21 декабря 2011 г. Входившие в состав сельсовета деревни Лозовица, Осмоловичи, Уздевичи, Федотовка, Шумовка переданы в состав Родненского сельсовета, деревни Озерцы, Остров, Павловичи — в состав Гусарковского сельсовета.

## Состав
Включал 8 населённых пунктов:
- Лозовица — деревня.
- Озерцы — деревня.
- Осмоловичи — деревня.
- Остров — деревня.
- Павловичи — деревня.
- Уздевичи — деревня.
- Федотовка — деревня.
- Шумовка — деревня.

Упразднённые населённые пункты:
- Поля — деревня.
- Сенная — деревня.
- Совна— деревня.